# Steve Sullivan
Steve Sullivan (* 6. Juli 1974 in Timmins, Ontario) ist ein ehemaliger kanadischer Eishockeyspieler und -trainer sowie derzeitiger -funktionär, der im Verlauf seiner aktiven Karriere zwischen 1992 und 2013 unter anderem über 1061 Spiele für die New Jersey Devils, Chicago Blackhawks, Nashville Predators, Pittsburgh Penguins und Phoenix Coyotes in der National Hockey League auf der Position des rechten Flügelstürmers bestritten hat. Sullivan wurde im Jahr 2009 mit der Bill Masterton Memorial Trophy ausgezeichnet. Darüber hinaus gewann er in Diensten der Albany River Rats aus der American Hockey League im Jahr 1995 den Calder Cup.

## Karriere
Sullivan spielte während seiner Juniorenzeit zunächst von 1991 bis 1992 für die Timmins Golden Bears in einer unterklassigen kanadischen Juniorenliga. Im Anschluss ging der Stürmer für die Sault Ste. Marie Greyhounds in der Ontario Hockey League aufs Eis, mit denen er 1993 den Memorial Cup gewann.
Steve Sullivan wurde beim NHL Entry Draft 1994 in der neunten Runde an 233. Stelle von den New Jersey Devils ausgewählt. Zunächst ging der Stürmer für deren Farmteam, die Albany River Rats, in der American Hockey League aufs Eis und gewann mit der Mannschaft in der Spielzeit 1994/95 den Calder Cup. In der Saison 1995/96 kam er zu seinen ersten Einsätzen in der NHL und erzielte in 16 Spielen fünf Treffer und kam auf neun Punkte. Während der Saison 1996/97 wurde er nach Toronto abgegeben, wo er für drei Jahre blieb. In der Saison 1998/99 überbot er seinen persönlichen Rekord von 16 Treffern und 38 Punkten, in dem er in 63 Spielen 20 Tore und 40 Punkte erzielte. Im Oktober 1999 setzten ihn die Maple Leafs auf die Waiver-Liste, von der ihn die Chicago Blackhawks auswählten.

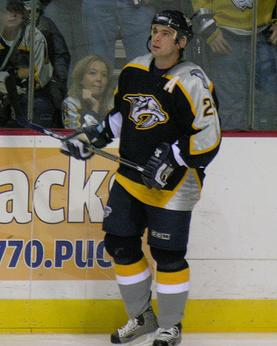
Sullivan im Trikot der Nashville Predators

Die Chicago Blackhawks stellten zu dieser Zeit keine spielstarke Mannschaft, doch er kam in der Saison 2000/01 auf 65 Punkte. Er steigerte sich weiter und schaffte in der darauf folgenden Saison 2001/02 34 Treffer und 75 Punkte. Im Februar 2004 wurde er zu den Nashville Predators transferiert. In der ersten Saison für die Preds kam er in 80 Spielen auf 24 Tore und 73 Punkten. Die Saison 2005/06 lief besser als die zuvor, denn er war nicht nur unterwegs zu einem neuen persönlichen Rekord, sondern auch zu einem neuen-Franchise Rekord mit den meisten Treffern in einer Saison. Doch wegen einer Verletzung musste er ein paar Spiele pausieren, somit kam er in 69 Spielen auf 31 Tore und 69 Punkten. Zwar reichten die 31 Treffer für einen neuen Franchise-Rekord, doch auch Paul Kariya erreichte diese Marke, aber mit 13 Spielen mehr auf dem Konto.
Aufgrund einer Rückenverletzung konnte Steve Sullivan in der gesamten Saison 2007/08 nicht eingesetzt werden. Seine Rückennummer 26 wählte er, da sein älterer Cousin Bob Sullivan (1957–2018) bei den Hartford Whalers ebenfalls diese Rückennummer trug. Am 1. Juli 2011 unterzeichnete Sullivan einen Kontrakt für ein Jahr bei den Pittsburgh Penguins. Nach Ablauf des Vertrages mit den Penguins im Sommer 2012 wurde er von den Phoenix Coyotes verpflichtet. Diese transferierten ihn am 3. April 2013 zu den New Jersey Devils. Nach der Saison beendete Sullivan seine Karriere.
Im September 2014 gaben die Arizona Coyotes bekannt, Sullivan als Entwicklungscoach unter Vertrag zu nehmen. Diesen Posten füllte der Kanadier zwei Jahre lang aus, ehe er zum Director of Player Development befördert wurde. Nach nur einer Spielzeit erfolgte vor der Saison 2017/18 eine erneute Beförderung. Seither war er General Manager (GM) des Coyotes-Farmteams Tucson Roadrunners aus der American Hockey League und Assistenz-GM der Arizona Coyotes. Als der General Manager der Coyotes John Chayka wiederum im Juli 2020 überraschend zurücktrat, übernahm Sullivan interimsweise seine Position. Zur neuen Spielzeit 2020/21 wurde er jedoch durch Bill Armstrong ersetzt.

### International
Mit der kanadischen Auswahl nahm Sullivan an den Weltmeisterschaften 2000 und 2001 teil. Bei beiden Turnieren verpasste der Stürmer mit dem Team Canada jeweils einen Medaillengewinn und schloss diese auf dem vierten bzw. fünften Platz ab. In insgesamt 16 Partien gelangen ihm fünf Treffer, weiters steuerte Sullivan drei Torvorlagen bei.

## Erfolge und Auszeichnungen
| - 1993 Memorial-Cup-Gewinn mit den Sault Ste. Marie Greyhounds - 1995 Teilnahme am AHL All-Star Classic - 1995 Calder-Cup-Gewinn mit den Albany River Rats - 1996 Teilnahme am AHL All-Star Classic | - 1996 AHL First All-Star Team - 1997 NHL-Rookie des Monats März - 2001 NHL-Spieler des Monats Dezember - 2009 Bill Masterton Memorial Trophy |

## Karrierestatistik

### International
Vertrat Kanada bei:
- Weltmeisterschaft 2000
- Weltmeisterschaft 2001

(Legende zur Spielerstatistik: Sp oder GP = absolvierte Spiele; T oder G = erzielte Tore; V oder A = erzielte Assists; Pkt oder Pts = erzielte Scorerpunkte; SM oder PIM = erhaltene Strafminuten; +/− = Plus/Minus-Bilanz; PP = erzielte Überzahltore; SH = erzielte Unterzahltore; GW = erzielte Siegtore; 1 Play-downs/Relegation; Kursiv: Statistik nicht vollständig)